# Ludovica Albertoni
Ludovica Albertoni, (1474 - 1533) - appelée aussi Luisa Albertoni est une Bienheureuse italienne du XVIe siècle connue surtout par le monument l'Extase de la bienheureuse Ludovica Albertoni sculpté à sa mémoire par Le Bernin.

## Sa vie
Ludovica est née dans la riche et noble famille des Albertini, à Rome, en 1474. Orpheline de père très jeune, elle fut élevée par sa grand-mère et ses tantes.
À l'âge de 20 ans, elle fut mariée contre son gré à Giacomo della Cetera, avec lequel elle eut trois filles.
En 1506, elle resta veuve. Elle entra alors dans le Tiers Ordre Franciscain, où elle se consacra à la prière, la méditation, la pénitence, la charité envers les pauvres et les malades. Elle dépensa toute sa fortune dans ces pieuses activités et y perdit la santé.
Ludovica était connue pour ses dons de lévitation[réf. nécessaire] et ses extases religieuses.
Elle meurt le 31 janvier 1533. Ses reliques furent transportées le 17 janvier 1674 dans le tombeau en marbre de San Francesco a Ripa, où elles sont toujours.

## Béatification
Ludovica Albertoni fut béatifiée le 28 janvier 1671 par le pape Clément X.